# Crotalaria parvula
Crotalaria parvula är en ärtväxtart som beskrevs av John Gilbert Baker. Crotalaria parvula ingår i släktet sunnhampor, och familjen ärtväxter. Inga underarter finns listade i Catalogue of Life.